# Castanet-Tolosan
Pour les articles homonymes, voir Castanet.
Castanet-Tolosan est une commune française  de la banlieue sud de Toulouse située dans le département de la Haute-Garonne, en région Occitanie. Sur le plan historique et culturel, la commune est dans le Lauragais, l'ancien « Pays de Cocagne », lié à la fois à la culture du pastel et à l’abondance des productions, et de « grenier à blé du Languedoc ».
Exposée à un climat océanique altéré, elle est drainée par le canal du Midi et par divers autres petits cours d'eau. La commune possède un patrimoine naturel remarquable composé d'une zone naturelle d'intérêt écologique, faunistique et floristique.
Castanet-Tolosan est une commune urbaine qui compte 15 264 habitants en 2022, après avoir connu une forte hausse de la population depuis 1975. Elle appartient à l'unité urbaine de Toulouse et fait partie de l'aire d'attraction de Toulouse. Ses habitants sont appelés les Castanéens ou Casténéennes.
Le patrimoine architectural de la commune comprend trois immeubles protégés au titre des monuments historiques : l'église Saint-Gervais-et-Saint-Protais, inscrite en 1993, l'aqueduc de Castanet, inscrit en 1998, et l'écluse de Castanet, inscrite en 1998.

## Géographie

### Localisation
La commune de Castanet-Tolosan se trouve dans le département de la Haute-Garonne, en région Occitanie.
Elle se situe à 11 km à vol d'oiseau de Toulouse, préfecture du département.
Les communes les plus proches sont : Péchabou (1,8 km), Auzeville-Tolosane (1,9 km), Mervilla (2,2 km), Labège (3,0 km), Pompertuzat (3,1 km), Vigoulet-Auzil (3,2 km), Rebigue (3,3 km), Pechbusque (3,4 km).
Sur le plan historique et culturel, Castanet-Tolosan fait partie du pays toulousain, une ceinture de plaines fertiles entrecoupées de bosquets d'arbres, aux molles collines semées de fermes en briques roses, inéluctablement grignotée par l'urbanisme des banlieues.
Castanet-Tolosan est limitrophe de sept autres communes.
Les communes limitrophes sont  Auzeville-Tolosane, Escalquens, Labège, Mervilla, Pompertuzat, Péchabou et Rebigue.
|                      | Auzeville-Tolosane | Labège      |
| Mervilla             | Castanet-Tolosan   | Escalquens  |
| Rebigue, Pompertuzat | Péchabou           | Pompertuzat |

### Géologie
La superficie de la commune est de 822 hectares ; son altitude varie de 145  à   281 mètres.

### Hydrographie

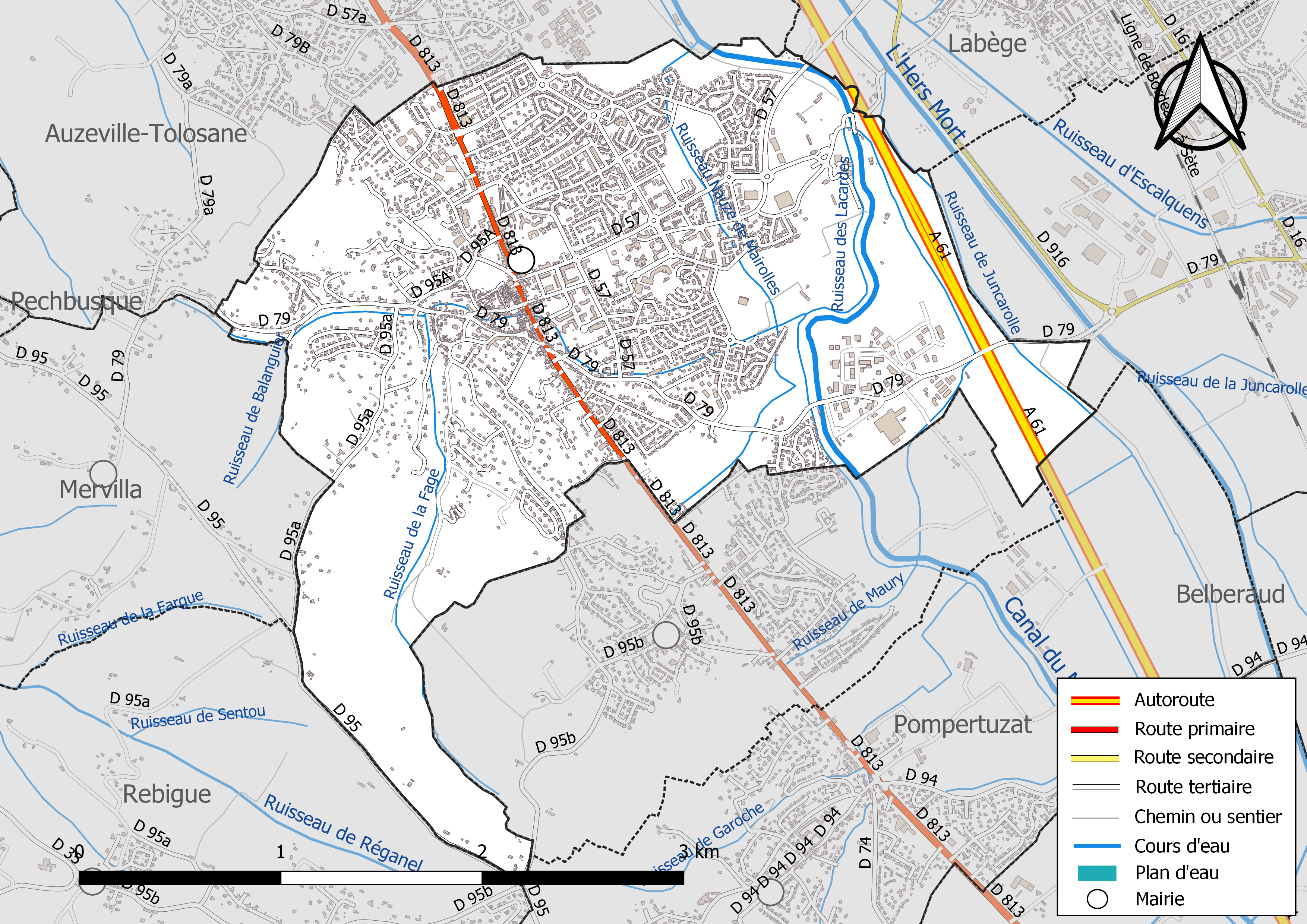
Réseaux hydrographique et routier de Castanet-Tolosan.

La commune est dans le bassin de la Garonne, au sein du bassin hydrographique Adour-Garonne. Elle est drainée par le canal du Midi, le ruisseau de Balanguier, le ruisseau de Juncarolle, le ruisseau de la Fage, le ruisseau des Lacardes, le ruisseau Nauze de Mairolles et par divers petits cours d'eau, constituant un réseau hydrographique de 16 km de longueur totale,.
Le canal du Midi, d'une longueur totale de 239,8 km, est un canal de navigation à bief de partage qui relie Toulouse à la mer Méditerranée depuis le xviie siècle.

### Climat
Pour des articles plus généraux, voir Climat de l'Occitanie et Climat de la Haute-Garonne.
En 2010, le climat de la commune est de type climat du Bassin du Sud-Ouest, selon une étude s'appuyant sur une série de données couvrant la période 1971-2000. En 2020, Météo-France publie une typologie des climats de la France métropolitaine dans laquelle la commune est exposée à un climat océanique altéré et est dans la région climatique Aquitaine, Gascogne, caractérisée par une pluviométrie abondante au printemps, modérée en automne, un faible ensoleillement au printemps, un été chaud (19,5 °C), des vents faibles, des brouillards fréquents en automne et en hiver et des orages fréquents en été (15 à 20 jours).
Pour la période 1971-2000, la température annuelle moyenne est de 13,5 °C, avec une amplitude thermique annuelle de 15,6 °C. Le cumul annuel moyen de précipitations est de 713 mm, avec 9,4 jours de précipitations en janvier et 5,7 jours en juillet. Pour la période 1991-2020, la température moyenne annuelle observée sur la station météorologique la plus proche, située sur la commune de Cugnaux à 13 km à vol d'oiseau, est de 14,3 °C et le cumul annuel moyen de précipitations est de 635,7 mm,. Pour l'avenir, les paramètres climatiques de la commune estimés pour 2050 selon différents scénarios d’émission de gaz à effet de serre sont consultables sur un site dédié publié par Météo-France en novembre 2022.

### Milieux naturels et biodiversité

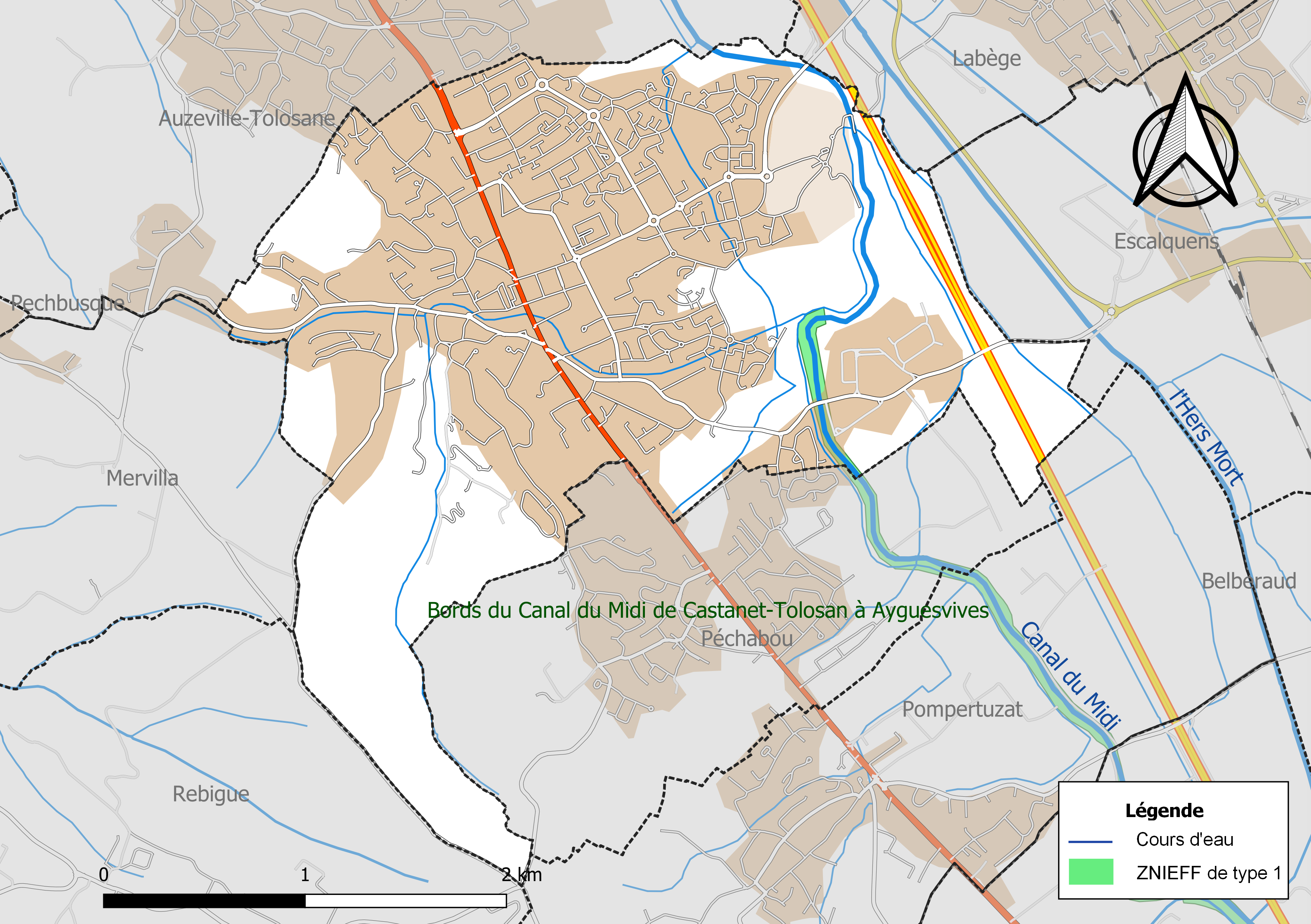
Carte de la ZNIEFF de type 1 localisée sur la commune.

L’inventaire des zones naturelles d'intérêt écologique, faunistique et floristique (ZNIEFF) a pour objectif de réaliser une couverture des zones les plus intéressantes sur le plan écologique, essentiellement dans la perspective d’améliorer la connaissance du patrimoine naturel national et de fournir aux différents décideurs un outil d’aide à la prise en compte de l’environnement dans l’aménagement du territoire.
Une ZNIEFF de type 1 est recensée sur la commune : les « bords du Canal du Midi de Castanet-Tolosan à Ayguesvives » (77 ha), couvrant 7 communes du département.

## Urbanisme

### Typologie
Au 1er janvier 2024, Castanet-Tolosan est catégorisée centre urbain intermédiaire, selon la nouvelle grille communale de densité à sept niveaux définie par l'Insee en 2022.
Elle appartient à l'unité urbaine de Toulouse, une agglomération inter-départementale regroupant 81  communes, dont elle est une commune de la banlieue,,. Par ailleurs la commune fait partie de l'aire d'attraction de Toulouse, dont elle est une commune de la couronne,. Cette aire, qui regroupe 527 communes, est catégorisée dans les aires de 700 000 habitants ou plus (hors Paris),.

### Occupation des sols

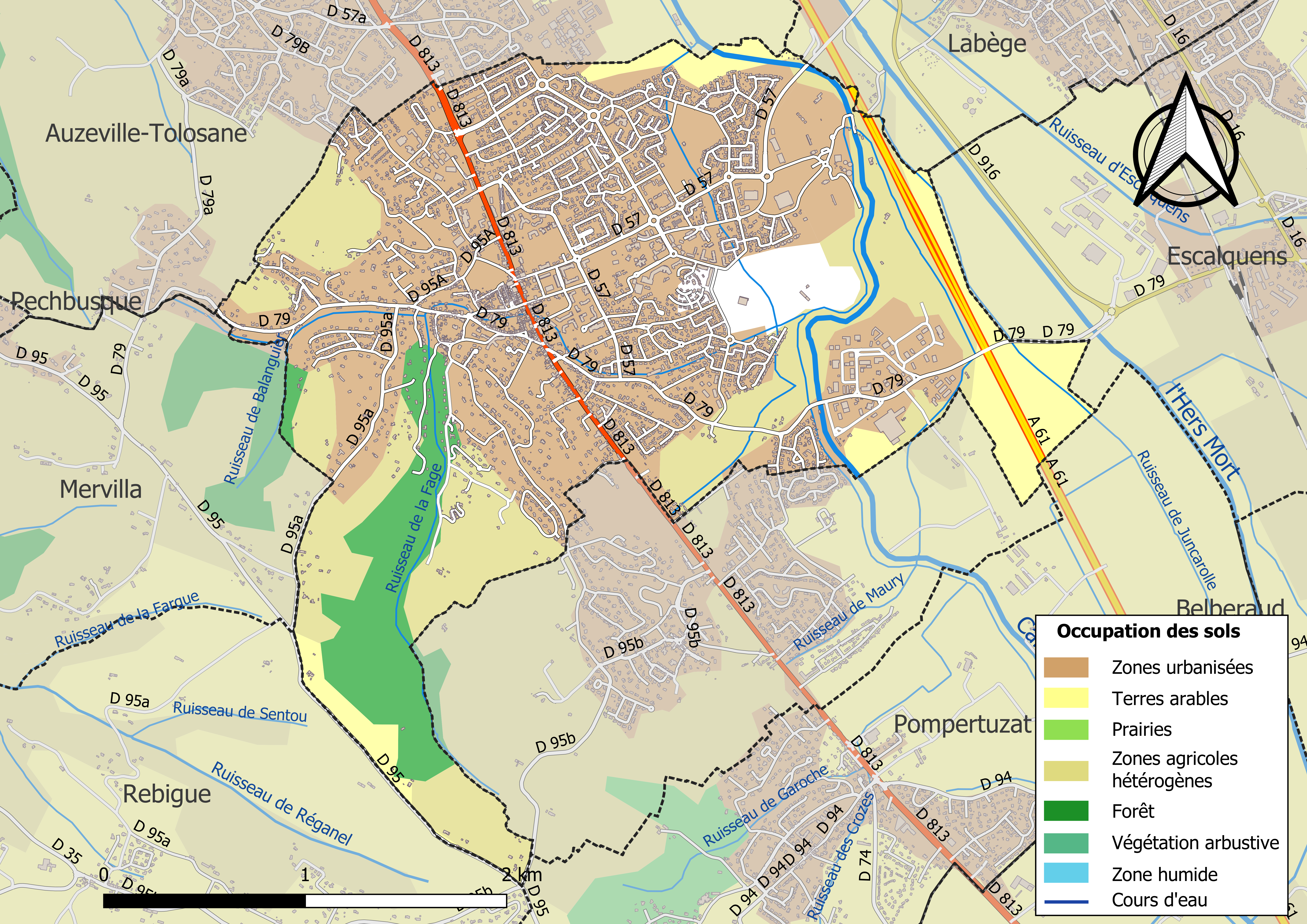
Carte des infrastructures et de l'occupation des sols de la commune en 2018 (CLC).

L'occupation des sols de la commune, telle qu'elle ressort de la base de données européenne d’occupation biophysique des sols Corine Land Cover (CLC), est marquée par l'importance des territoires artificialisés (59,9 % en 2018), en augmentation par rapport à 1990 (43,2 %). La répartition détaillée en 2018 est la suivante : zones urbanisées (56,8 %), zones agricoles hétérogènes (25,3 %), terres arables (7,9 %), forêts (6,9 %), espaces verts artificialisés, non agricoles (3,2 %). L'évolution de l’occupation des sols de la commune et de ses infrastructures peut être observée sur les différentes représentations cartographiques du territoire : la carte de Cassini (XVIIIe siècle), la carte d'état-major (1820-1866) et les cartes ou photos aériennes de l'IGN pour la période actuelle (1950 à aujourd'hui).

### Voies de communication et transports
Castanet-Tolosan est le terminus de la ligne de bus à haut niveau de service Linéo L6 du réseau Tisséo, qui relie le centre-ville à la station Ramonville du métro de Toulouse.
La ligne 81 du réseau Tisséo relie la commune à la station Université-Paul-Sabatier du métro de Toulouse, et la ligne L6 de Castanet-Tolosan au métro de Ramonville et la ligne 109 109 part de Malepère à Toulouse jusqu'au sud de la commune.
La ligne 350 du réseau Arc-en-Ciel relie la commune à la gare routière de Toulouse depuis Avignonet-Lauragais, et la ligne 383 relie la commune à la gare routière de Toulouse également depuis Salles-sur-l'Hers.

### Risques majeurs
Le territoire de la commune de Castanet-Tolosan est vulnérable à différents aléas naturels : météorologiques (tempête, orage, neige, grand froid, canicule ou sécheresse), inondations et séisme (sismicité très faible). Il est également exposé à un risque technologique, la rupture d'un barrage. Un site publié par le BRGM permet d'évaluer simplement et rapidement les risques d'un bien localisé soit par son adresse soit par le numéro de sa parcelle.

#### Risques naturels
Certaines parties du territoire communal sont susceptibles d’être affectées par le risque d’inondation par débordement de cours d'eau, notamment le canal du Midi. La commune a été reconnue en état de catastrophe naturelle au titre des dommages causés par les inondations et coulées de boue survenues en 1982, 1983, 1993, 1999 et 2009,.

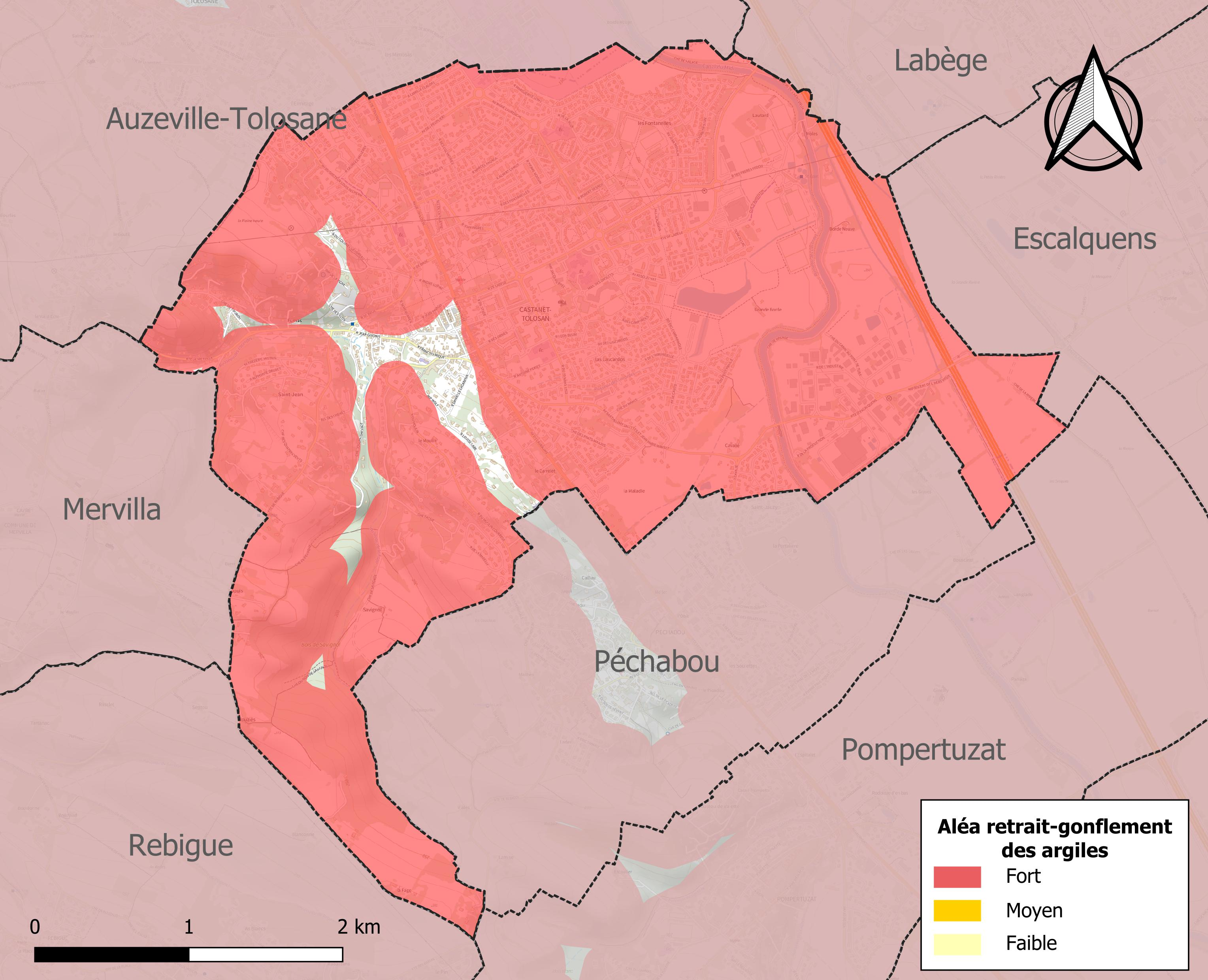
Carte des zones d'aléa retrait-gonflement des sols argileux de Castanet-Tolosan.

Le retrait-gonflement des sols argileux est susceptible d'engendrer des dommages importants aux bâtiments en cas d’alternance de périodes de sécheresse et de pluie. 95,1 % de la superficie communale est en aléa moyen ou fort (88,8 % au niveau départemental et 48,5 % au niveau national). Sur les 2 785 bâtiments dénombrés sur la commune en 2019, 2 578 sont en aléa moyen ou fort, soit 93 %, à comparer aux 98 % au niveau départemental et 54 % au niveau national. Une cartographie de l'exposition du territoire national au retrait gonflement des sols argileux est disponible sur le site du BRGM,.
Par ailleurs, afin de mieux appréhender le risque d’affaissement de terrain, l'inventaire national des cavités souterraines permet de localiser celles situées sur la commune.
Concernant les mouvements de terrains, la commune a été reconnue en état de catastrophe naturelle au titre des dommages causés par la sécheresse en 1989, 1991, 2003, 2012 et 2016 et par des mouvements de terrain en 1983 et 1999.

#### Risques technologiques
La commune est en outre située en aval du barrage de l'Estrade sur la Ganguise (département de l'Aude). À ce titre elle est susceptible d’être touchée par l’onde de submersion consécutive à la rupture de cet ouvrage.

## Toponymie
Attestée sous la forme Catanesto en 1268.
Castanet : « châtaigneraie ».

## Histoire
Castanet vient du latin castanea qui signifie « châtaigne ». Les châtaigniers couvraient en effet autrefois ses coteaux. L'ajout officiel de « Tolosan » par le conseil municipal date seulement de 1918, ceci afin de se distinguer d'autres communes portant le même nom dans la région.
Des traces de constructions très anciennes ont été repérées dans ce qui est aujourd’hui le quartier de Broc, tout autour du cimetière. C’est à cet endroit stratégique que les Romains, au début de notre ère, ont commencé à s’installer afin de contrôler ainsi, et la voie narbonnaise (l’actuelle RD 813), et la voie des Pyrénées (l'actuel CD 79).
Au Moyen Âge, un fort s’élevait dans ce secteur. Le 28 octobre 1355, Édouard de Woodstock, le duc d'Aquitaine, et ses troupes, incendièrent la ville au cours d'une chevauchée ravageant la région.
Le fort fut rasé en 1626 sur ordre de Richelieu. En 1814, après la bataille de Toulouse, l'armée du maréchal Soult fut battue par celle de Wellington, laquelle occupa Castanet.

### Héraldique
| Castanet-Tolosan | Son blasonnement est : De gueules au pal d'argent, au chef du même. |

## Politique et administration

### Administration municipale
Le nombre d'habitants au recensement de 2017 étant compris entre 10 000 habitants et 19 999 habitants, le nombre de membres du conseil municipal pour l'élection de 2020 est de trente-trois,.

### Rattachements administratifs et électoraux
Commune faisant partie de la dixième circonscription de la Haute-Garonne, du Sicoval et du canton de Castanet-Tolosan, dont elle est le bureau centralisateur.

### Liste des maires
| Période                                  | Période        | Identité                | Étiquette             | Qualité |
| ---------------------------------------- | -------------- | ----------------------- | --------------------- | --- |
| Les données manquantes sont à compléter. |                |                         |                       | |
| 1945                                     | 1960           | Damase Auba (1885-1964) | Rad.                  | Artisan tonnelier, foudrier Conseiller général de Castanet-Tolosan (1945 → 1955) Chevalier de la Légion d'honneur |
| Les données manquantes sont à compléter. |                |                         |                       | |
| mars 1971                                | septembre 1982 | Hubert Vidal            | SFIO puis PS          | Professeur à l'école normale de Toulouse Conseiller général de Castanet-Tolosan (1967 → 1983) Démissionnaire      |
| septembre 1982                           | juin 1986      | Pierre Boissin          | PS                    | Cadre retraité EDF Élu à la suite d'une élection municipale partielle Démissionnaire                              |
| juin 1986                                | juin 1990      | Alain Lesoin            | PS                    | Ingénieur agronome Élu à la suite d'une élection municipale partielle                                             |
| juillet 1990                             | mars 2001      | Louis Bardou            | DVG puis PS (en 1998) | Professeur Conseiller général de Castanet-Tolosan (1998 → 2011)                                                   |
| mars 2001                                | juillet 2020   | Arnaud Lafon            | MoDem puis LR         | Contrôleur de gestion Vice-président du Sicoval (? → 2020)                                                        |
| juillet 2020                             | En cours       | Xavier Normand          | EELV (ex-PS)          | Consultant indépendant                                                                                            |

### Jumelages
La ville de Castanet-Tolosan est jumelée avec quatre villes européennes. Le comité de jumelage a été créé en 1988.
| Castanet-Tolosan Argyroúpoli Cocorăștii Mislii Santa Lucia di Piave Alboraia |

- Argyroúpoli (Attique) (Grèce) depuis 1990 (Athènes-Sud) ;
- Cocorăștii Mislii (Roumanie) depuis 1995 ;
- Santa Lucia di Piave (Italie) depuis 2005
- Alboraia (Espagne) depuis 2014

## Démographie
L'évolution du nombre d'habitants est connue à travers les recensements de la population effectués dans la commune depuis 1793. Pour les communes de plus de 10 000 habitants les recensements ont lieu chaque année à la suite d'une enquête par sondage auprès d'un échantillon d'adresses représentant 8 % de leurs logements, contrairement aux autres communes qui ont un recensement réel tous les cinq ans,.

En 2022, la commune comptait 15 264 habitants, en évolution de +17,75 % par rapport à 2016 (Haute-Garonne : +8,02 %, France hors Mayotte : +2,11 %).
| 1793 | 1800 | 1806 | 1821 | 1831  | 1836  | 1841  | 1846  | 1851  |
| ---- | ---- | ---- | ---- | ----- | ----- | ----- | ----- | ----- |
| 853  | 848  | 846  | 977  | 1 064 | 1 120 | 1 156 | 1 157 | 1 164 |

| 1856  | 1861  | 1866  | 1872 | 1876 | 1881 | 1886 | 1891 | 1896 |
| ----- | ----- | ----- | ---- | ---- | ---- | ---- | ---- | ---- |
| 1 120 | 1 084 | 1 050 | 944  | 915  | 905  | 903  | 829  | 848  |

| 1901 | 1906 | 1911 | 1921 | 1926 | 1931 | 1936 | 1946  | 1954  |
| ---- | ---- | ---- | ---- | ---- | ---- | ---- | ----- | ----- |
| 843  | 766  | 808  | 744  | 806  | 872  | 901  | 1 002 | 1 157 |

| 1962  | 1968  | 1975  | 1982  | 1990  | 1999   | 2006   | 2011   | 2016   |
| ----- | ----- | ----- | ----- | ----- | ------ | ------ | ------ | ------ |
| 1 544 | 1 847 | 2 996 | 4 668 | 7 697 | 10 250 | 10 329 | 11 090 | 12 963 |

| 2021   | 2022   | - | - | - | - | - | - | - |
| ------ | ------ | - | - | - | - | - | - | - |
| 14 903 | 15 264 | - | - | - | - | - | - | - |

| selon la population municipale des années : | 1968 | 1975 | 1982 | 1990 | 1999 | 2006 | 2009 | 2013 |
| Rang de la commune dans le département      | 36   | 28   | 20   | 14   | 13   | 14   | 12   | 10   |
| Nombre de communes du département           | 592  | 582  | 586  | 588  | 588  | 588  | 589  | 589  |

## Économie

### Revenus
En 2018 (données Insee publiées en septembre 2021), la commune compte 6 457 ménages fiscaux, regroupant 13 643 personnes. La médiane du revenu disponible par unité de consommation est de 24 520 € (23 140 € dans le département). 60 % des ménages fiscaux sont imposés (55,3 % dans le département).

### Emploi
|                | 2008  | 2013  | 2018  |
| -------------- | ----- | ----- | ----- |
| Commune        | 6,2 % | 6,2 % | 8,6 % |
| Département    | 7,7 % | 9,6 % | 9,3 % |
| France entière | 8,3 % | 10 %  | 10 %  |

En 2018, la population âgée de 15 à 64 ans s'élève à 8 989 personnes, parmi lesquelles on compte 79,6 % d'actifs (71 % ayant un emploi et 8,6 % de chômeurs) et 20,4 % d'inactifs,. Depuis 2008, le taux de chômage communal (au sens du recensement) des 15-64 ans est inférieur à celui de la France et du département.
La commune fait partie de la couronne de l'aire d'attraction de Toulouse, du fait qu'au moins 15 % des actifs travaillent dans le pôle,. Elle compte 4 113 emplois en 2018, contre 3 852 en 2013 et 3 269 en 2008. Le nombre d'actifs ayant un emploi résidant dans la commune est de 6 448, soit un indicateur de concentration d'emploi de 63,8 % et un taux d'activité parmi les 15 ans ou plus de 63,9 %.
Sur ces 6 448 actifs de 15 ans ou plus ayant un emploi, 1 273 travaillent dans la commune, soit 20 % des habitants. Pour se rendre au travail, 72,7 % des habitants utilisent un véhicule personnel ou de fonction à quatre roues, 13 % les transports en commun, 11,1 % s'y rendent en deux-roues, à vélo ou à pied et 3,3 % n'ont pas besoin de transport (travail au domicile).

### Activités hors agriculture

#### Secteurs d'activités
1 065 établissements sont implantés à Castanet-Tolosan au 31 décembre 2019. Le tableau ci-dessous en détaille le nombre par secteur d'activité et compare les ratios avec ceux du département,.
| Secteur d'activité                                                                                        | Commune | Commune | Département |
| Secteur d'activité                                                                                        | Nombre  | %       | %           |
| --- | ------- | ------- | ----------- |
| Ensemble                                                                                                  | 1 065   | 100 %   | (100 %)     |
| Industrie manufacturière, industries extractives et autres                                                | 58      | 5,4 %   | (5,7 %)     |
| Construction                                                                                              | 127     | 11,9 %  | (12 %)      |
| Commerce de gros et de détail, transports, hébergement et restauration                                    | 222     | 20,8 %  | (25,9 %)    |
| Information et communication                                                                              | 43      | 4 %     | (4,1 %)     |
| Activités financières et d'assurance                                                                      | 39      | 3,7 %   | (3,8 %)     |
| Activités immobilières                                                                                    | 27      | 2,5 %   | (4,2 %)     |
| Activités spécialisées, scientifiques et techniques et activités de services administratifs et de soutien | 209     | 19,6 %  | (19,8 %)    |
| Administration publique, enseignement, santé humaine et action sociale                                    | 242     | 22,7 %  | (16,6 %)    |
| Autres activités de services                                                                              | 98      | 9,2 %   | (7,9 %)     |

Le secteur de l'administration publique, l'enseignement, la santé humaine et l'action sociale est prépondérant sur la commune puisqu'il représente 22,7 % du nombre total d'établissements de la commune (242 sur les 1065 entreprises implantées à Castanet-Tolosan), contre 16,6 % au niveau départemental.

#### Entreprises et commerces
Les cinq entreprises ayant leur siège social sur le territoire communal qui génèrent le plus de chiffre d'affaires sont, :
- Entreprise Jean Lefebvre Midi Pyrenees - Ejl, construction de routes et autoroutes (38 887 k€, 2020)
- Symap, hypermarchés (36 008 k€, 2020)
- Gamma, commerce de détail de fruits et légumes en magasin spécialisé (13 976 k€, 2020)
- C2F, construction de réseaux électriques et de télécommunications (13 228 k€, 2020)
- Eurécia, solutions RH d'engagement collaborateur (12 486 k€, 2021)

### Agriculture
|               | 1988 | 2000 | 2010 | 2020 |
| ------------- | ---- | ---- | ---- | ---- |
| Exploitations | 23   | 14   | 6    | 6    |
| SAU (ha)      | 427  | 159  | 150  | 113  |

La commune est dans le Lauragais, une petite région agricole occupant le nord-est du département de la Haute-Garonne, dont les coteaux portent des grandes cultures en sec avec une dominante blé dur et tournesol. En 2020, l'orientation technico-économique de l'agriculture sur la commune est la polyculture et/ou le polyélevage. Six exploitations agricoles ayant leur siège dans la commune sont dénombrées lors du recensement agricole de 2020 (23 en 1988). La superficie agricole utilisée est de 113 ha,,.

## Culture locale et patrimoine

### Lieux et monuments

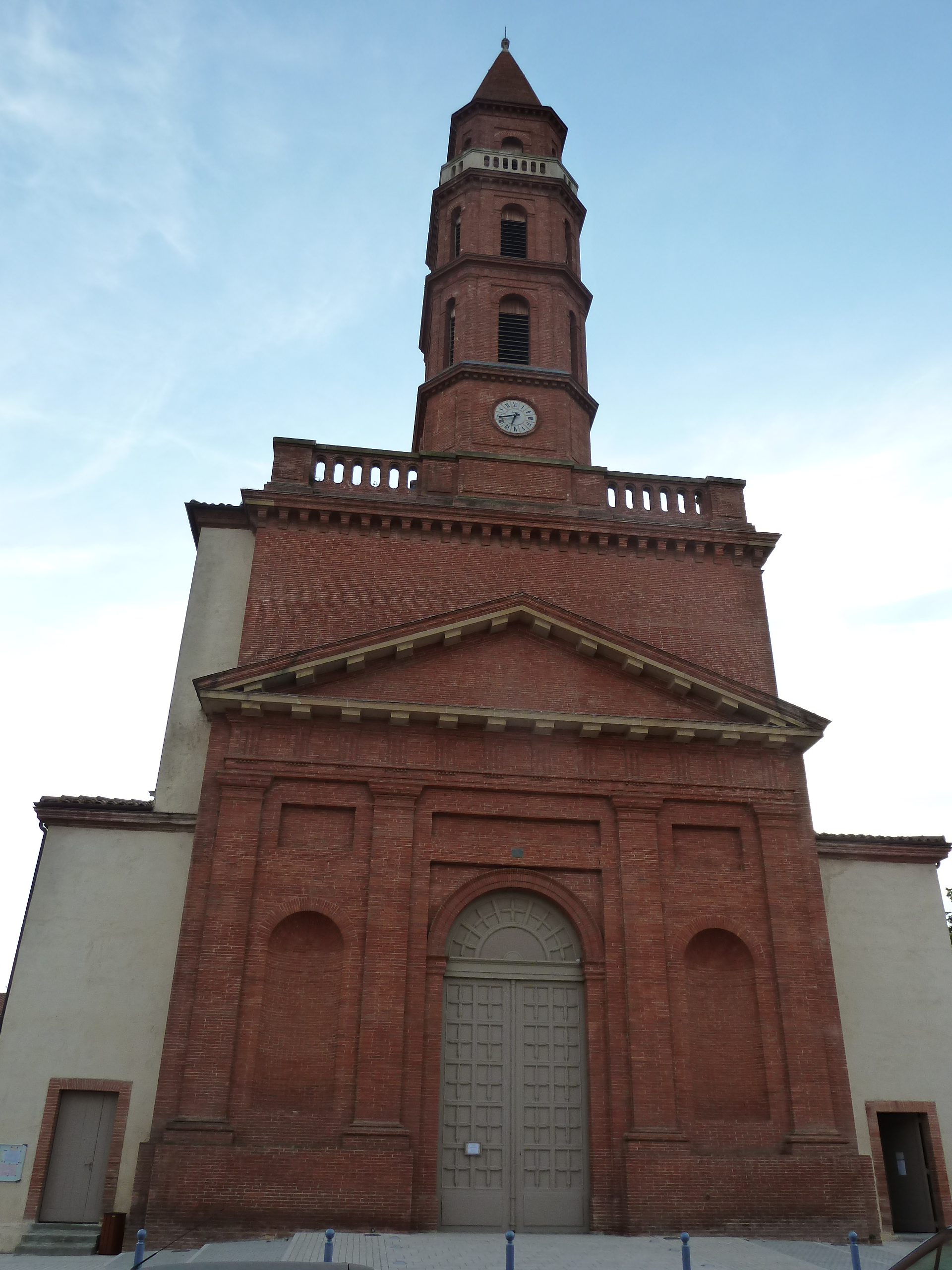
Église Saint-Gervais-et-Saint-Protais

- L'hôpital Saint-Jacques et ses dépendances : aujourd'hui restauré, il abrite la MJC et le Club du 3e âge.
- Une tour pentagonale, qui faisait partie du couvent des Cordeliers.
- Le château de Rabaudy, demeure seigneuriale : sa construction date du XIIIe siècle. Certaines fenêtres sont de style renaissance.
- La « maison Besset », située Avenue du Lauragais, est la plus ancienne maison de Castanet. Elle a été récemment réhabilitée pour accueillir une pharmacie et plusieurs logements.
- Le canal du Midi : l'écluse de Castanet, Écluse de Vic.
- Église Saint-Gervais et Saint-Protais dédiée aux saints Gervais et Protais. Cette église contient un orgue commandé à Théodore Puget en 1867 et rénové[43],[44].
- Le Mas des Canelles, bâtisse datant du début du XIXe siècle.

## Vie pratique
Le marché de Castanet est très ancien puisqu'il a été créé par lettres patentes du roi Louis XIII, en 1641. Depuis, il se tient chaque mardi en plein centre-ville. Une partie du marché est abritée sous la halle.

### Enseignement
Castanet-Tolosan fait partie de l'académie de Toulouse.
L'éducation est assurée sur la commune de Castanet-Tolosan depuis la crèche jusqu'au collège Jean Jaurès, en passant par les groupes scolaires (écoles maternelles et élémentaires) Danton Cazelles, Damase Auba, Françoise Dolto, et des Fontanelles. Il y a aussi une école associative, sous-contrat, laïque, bilingue Français/Occitan : la Calandreta, affiliée à la fédération des Calandretas de Midi-Pyrénées.
L'école maternelle et élémentaire alternative Montessori, La Découverte.
- Institut de l'élevage,

### Culture et festivités

#### Associations
Secours populaire, secours catholique, bibliothèque, théâtre, danse, cinéma,

#### Manifestations citoyennes
En septembre 2018, en réponse aux murs érigés entre Castanet-Tolosan et la ville voisine Pechabou par le maire Arnaud Lafon, des citoyens de ces deux villes se sont réunis en collectif afin de faire pression sur le maire et la préfecture pour faire cesser cet arrêté abusif. Une manifestation officielle a eu lieu le 26 septembre 2018, en rassemblant entre 150 et 200 citoyens. La demande avait été déposée en mairie de Castanet-Tolosan et transmise à la préfecture. Il s'agit certainement de la première manifestation officielle et d'ampleur de l'histoire de Castanet-Tolosan.

### Activités sportives
L'Avenir castanéen rugby, équipe de rugby à XV, l'USC, l'équipe de football, pétanque, karting, billard, handball, escalade, badminton, etc. une partie de ces activités est proposée par la MJC. La ville de Castanet-Tolosan a également sur son territoire une piscine (Georges Vallery), avec à la fois un bassin intérieur de 25 mètres et un bassin extérieur de 25 mètres.

### Écologie et recyclage
La collecte et le traitement des déchets des ménages et des déchets assimilés ainsi que la protection et la mise en valeur de l'environnement se font dans le cadre de la communauté d’agglomération du Sicoval.
La Rafistolerie, une ressourcerie associative (association fondée en 2018) ouvre en 2021 dans les anciens locaux de La Poste, place Guillaume Fourès.

### Personnalités liées à la commune
- Danton Cazelles (1867-1961) Instituteur à Castanet pendant près de 30 ans. Poète, majoral du félibrige, il avait pour nom de plume Jean Pitchou. La plupart de ses poèmes furent réunis dans un recueil intitulé Terre d'Oc. Il publia une étude historique et géographique du canton de Castanet-Tolosan, en 1929. Il légua à la commune un manuscrit en 1945 Le Livre de Castanet.
- Emmanuel Arin (1904-1948), pilote. École Blériot, pionnier de l'Aéropostale, pilote à Air France, pilote d'essais sur le SE 161. Se tue le 23 novembre 1948 au cours d'un vol d'essais. Chevalier de la Légion d'honneur, médaille de l'Aéronautique.
- Florane (Louis Blanchard, dit), artiste peintre et illustrateur (1869-1939).